# Lý Liên Anh
Lý Liên Anh (chữ Hán giản thể: 李连英; phồn thể: 李連英; bính âm: Lǐ Liányīng; sinh ngày 12 tháng 11 năm 1848 - mất ngày 4 tháng 3 năm 1911) là một thái giám trong triều đình nhà Thanh thế kỷ XIX, là người thân cận và tâm phúc của Từ Hi Thái hậu. Ông là Tổng quản thái giám (总管太监) trong thời kỳ Từ Hi còn đương nhiệm, được biết đến là nhân vật có thực quyền, thậm chí lấn át cả hoàng đế và làm loạn cả hậu cung nhà Thanh. Chỉ sau khi Từ Hi qua đời, Lý Liên Anh mới rời chốn hoàng cung, sống mai danh ẩn tích và qua đời một cách lặng lẽ.

## Thân thế
Lý Liên Anh tên thật là Lý Tiến Hỉ, từ năm 9 tuổi đã nhập cung làm thái giám và phụng sự hậu cung Thanh triều suốt 4 đời vua (từ thời Hàm Phong đến đời Phổ Nghi). Xuất thân là kép hát, Lý Liên Anh được cho là rất đẹp trai, hát hay, được Từ Hy sủng ái, tới mức ông nói gì, bà ta cũng nghe, ông ta tự phụ, tự coi là ngang với bà. Tương truyền vua Hàm Phong biết trước rằng sau này bà sẽ là một tai họa cho nhà Thanh nên trước khi chết đã để lại di chúc bảo phải giết đi, nhưng viên thái giám Lý Liên Anh cho bà hay rồi hủy di chúc này, giúp đỡ bà đưa Đồng Trị lên ngôi. Lý Liên Anh từ đó thành sủng thần của Từ Hi, tham ô, làm loạn trong cung.

## Tâm phúc của Từ Hy
Lý Liên Anh là thái giám đã phụng sự hậu cung nhà Thanh qua 4 đời vua, vì vậy cũng có thể coi vị Tổng quản này là "nguyên lão tứ triều". Từng đảm nhiệm Đại Tổng quản nội cung, chức vị của Lý Liên Anh cũng không phải chỉ là hư danh. Sinh thời, vị thái giám nổi tiếng "lắm mưu nhiều kế" vốn có năng khiếu thiên bẩm trong việc quản lý mọi việc chốn hậu cung.
Đặc biệt, việc bài trí vật phẩm cũng như thứ tự chuẩn bị lễ vật luôn được thái giám họ Lý ấy nằm lòng. Những hoạn quan khác mỗi khi gặp phải việc gì khó khăn vẫn thường phải nhờ đến sự chỉ giáo của Lý Tổng quản. Những dịp trong hậu cung có việc lớn, tài năng của Lý Liên Anh lại có "đất dụng võ". Nhờ vậy mà mọi bữa tiệc trong hậu cung được an bài dưới bàn tay ông đều diễn ra một cách thuận lợi.
Thế nhưng, những giai thoại về tài năng quản lý của Tổng quản Lý Liên Anh thì ít, mà câu chuyện về sự sủng ái của Từ Hy Thái hậu dành cho ông lại nhiều không đếm xuể. Trong số đó, có một giai thoại nổi tiếng truyền lại rằng, lý do Lý Liên Anh năm xưa được Lão Phật gia cưng chiều thực chất bắt nguồn từ "tay nghề" chải tóc trình độ thượng thừa của hoạn quan này. Theo đó, Từ Hy lúc còn trẻ đã vô cùng coi trọng việc chải đầu. Kể từ lần được Lý Thái giám bên người, mọi kiểu tóc của Thái hậu đều do Lý Liên Anh đích thân lo liệu. Vì thế về sau, Lý Liên Anh càng được Từ Hy tin cẩn.
Ngoài ra, mặc dù thuở nhỏ ít đọc sách, nhưng Lý Liên Anh nói năng khéo léo, uyển chuyển, chọc cười mà không hề thô thiển, ngược lại còn được rất nhiều người yêu thích. Mỗi khi rảnh rỗi, Từ Hy thường thích nghe Lý Liên Anh kể vài câu chuyện tiếu lâm để giải khuây. Những dịp này, thái giám họ Lý luôn đem hết bản lĩnh của mình để mang lại tiếng cười cho lão Phật gia. Vị thái giám Tổng quản này ăn nói khéo léo tới nỗi dù có châm biếm nhiều câu chuyện quan trường, chính trị cũng chẳng ai nhận ra hàm ý châm chọc hay bị ông làm cho phật ý.
Trên thực tế, số lượng tâm phúc bên người Từ Hy không hề ít. Nhưng những kẻ ấy cứ đến rồi lại đi, chỉ có Lý Liên Anh là người duy nhất cả đời trung thành với Từ Hy. Đến trước lúc qua đời, Từ Hy vẫn không quên dặn dò Long Dụ Hoàng hậu phải "chiếu cố" cho vị hoạn quan họ Lý này. Thậm chí tới lúc Thái hậu lâm chung, việc rửa mặt, chải đầu cho Từ Hy vẫn do Lý Liên Anh đích thân đảm nhiệm. Ngay cả quan tài chất đầy kho báu của bà cũng do thái giám họ Lý lựa chọn từng bảo bối và tận tay đặt vào.
Do tình hình chính trị bấy giờ rối ren, triều đình thối nát, không ít thái giám lợi dụng uy thế của triều đình để làm giàu. Gia tộc của Lý Liên Anh thậm chí còn giàu có hơn cả quý tộc hoàng gia, tài sản của ông khiến người ta phải ghen tị. Lý Liên Anh cũng bức hiếp Quang Tự Đế, đối xử tàn nhẫn, nhưng hoàng đế cũng phải nhẫn nhịn 7 phần. Sau vụ Mậu Tuất chính biến, Quang Tự Đế bị giam trong một phòng bẩn thỉu, ăn không được no, mặc không đủ ấm, chịu nhục nhã tới khi chết, có người cho rằng đó là ý của Lý Liên Anh. Thậm chí khi biến loạn, ông là người đã đẩy Trân phi vợ của Quang Tự xuống giếng.
Có thể nói trong những năm cuối triều Thanh có hai thái giám có uy lực nhất đó là Lý Liên Anh và Tiểu Đức Trương (người kế nhiệm của Lý Liên Anh), trong đó Lý Liên Anh là thái giám có dã tâm lớn và quyền lực cuối cùng của Trung Quốc. Tuy chức quan cao nhị phẩm danh giá nhưng sống ở thời loạn lạc, Trung Quốc phong kiến đứng trước thời thế thay đổi, nhờ mưu trí ông mới có thể trải qua những ngày tháng loạn lạc bình yên.
Tháng 10 năm 1908, Quang Tự Đế và Từ Hi thái hậu lần lượt qua đời. Lý Liên Anh cảm thấy mất đi chỗ dựa vững chắc, cộng thêm tuổi già sức yếu nên đã chủ động rút lui, nhường lại địa vị Tổng quản thái giám cho Tiểu Đức Trương. Tương truyền rằng, trước khi rời cung, Lý Liên Anh còn làm một việc vô cùng thức thời. Ông đã đem những trân bảo năm xưa Từ Hy ban thưởng cho mình để dâng tặng cho Long Dụ thái hậu.
Khi ấy, Lý Liên Anh thưa rằng:
"Đây vốn là đồ của hoàng gia, không nên truyền vào dân gian, nô tài thay hoàng thất cẩn thận giữ gìn mấy thập niên, giờ đây tuổi già sức yếu, cũng nên rời cung đình, nguyện đem tất cả những vật này gửi lại cho chủ tử".
Việc làm ấy khiến Long Dụ hết sức hài lòng. Cũng nhờ vậy mà sau khi Lý Liên Anh qua đời, vị Thái hậu này còn theo quy chế dành cho đại thần, phát cho nhà ông 2000 lượng bạc làm chi phí lo mai táng.

## Qua đời
Sau khi trở về cố hương, Lý Liên Anh ngày đêm ăn chay niệm Phật, không màng thế sự. Trước khi qua đời, Lý Liên Anh đã để lại toàn bộ tài sản của mình cho người thân. Tất cả số ruộng đất ông từng sở hữu được chia làm 5 phần cho 5 huynh đệ, ước chừng khoảng 370 mảnh. Tiền bạc, ngân phiếu chia làm 7 phần, ngoài 5 người anh em trai còn có phần của 2 người em gái. Tương truyền rằng, hai em gái của Lý Liên Anh mỗi người được thừa hưởng 17 vạn lượng bạc, ngoài ra còn có 7 hộp trang sức đựng đầy châu báu.
Trong thời kỳ ẩn cư, Lý Liên Anh từng nhiều lần nhắc nhở cháu trai của mình rằng: "Tiền tài nhiều thì họa cũng lớn". Chỉ tiếc người cháu của ông chẳng để trong lòng, hoang phí bạt mạng. Sống trong hoàng cung đã mấy chục năm, thái giám họ Lý khó tránh khỏi bị cuốn vào vòng xoáy quyền lực khốc liệt ở nơi này, tham quyền, nhận hối lộ cũng là điều khó tránh. Dù vậy, vị Tổng quản này vẫn giữ những nguyên tắc làm người ít nhiều đáng khen ngợi. Điều này đủ để thấy ông vốn không phải là người bị tiền tài và quyền lực làm cho mờ mắt.
Lý Liên Anh cả đời cúc cung tận tụy cho hoàng cung Thanh triều. Năm 1911, ông qua đời ở tuổi 63. Trùng hợp thay, năm ấy cũng chính là cột mốc đánh dấu sự tuyệt diệt của Đại Thanh.

## Mộ phần
Phần mộ của thái giám họ Lý tọa lạc trên mảnh đất rộng hơn 20 mẫu, thậm chí còn có một nhà bia được dựng trang trọng bằng đá ngọc trắng thời nhà Hán.
Năm 1966, khi ngôi mộ này bắt đầu được tiến hành khai quật, người ta phát hiện ra một quan tài làm từ gỗ kim ty nam màu đỏ tím vô cùng hiếm có, phần đầu trên được tạo tác kim hoa tinh xảo. Phía trên "giường đá" đặt quan tài được đúc bằng đá bạch ngọc, bên trên đục một lỗ tròn, bên trong treo một hầu bao đựng ngọc và ít tiền đồng. Đây chính quy cách của hình thức "Kim tỉnh ngọc táng" – một cách mai táng cao quý thời bấy giờ. Sự xa hoa này đã ngầm khẳng định rằng, ngay cả khi đã ly khai hoàng cung, Lý Liên Anh vẫn có một cuộc sống vô cùng sang quý.
Trong quá trình khai quật ngôi mộ của thái giám Lý Liên Anh, giới chuyên gia còn phát hiện ra nhiều bảo vật có giá trị khổng lồ, trong đó quý giá nhất phải kể đến một thanh đoản đao nạm ngọc có niên đại từ thời nhà Hán, một vòng tay nam ngọc thời nhà Tống và một chiếc nhẫn ngọc phỉ thúy.
Tương truyền rằng, chiếc nhẫn ngọc phỉ thúy nằm trong mộ của Lý Liên Anh chính là bảo vật mà Cung thân vương Dịch Hân lúc sinh thời vô cùng quý trọng, nhưng sau này bị Thái hậu Từ Hy lấy đi và ban thưởng cho hoạn quan tâm phúc của mình. Ngày nay, chiếc nhẫn ấy vẫn được trưng bày tại bảo tàng Cố cung (Bắc Kinh). Kho báu trong mộ Lý Liên Anh không chỉ dừng lại ở những cổ vật có niên đại hàng ngàn năm lịch sử mà còn chứa một món bảo vật mà người hiện đại cũng chưa chắc có.
Nhiều giai thoại truyền lại rằng, mộ của hoạn quan họ Lý có chôn theo chiếc mũ khảm một viên kim cương to hơn cả viên mà Nữ hoàng Anh Elizabeth từng sở hữu. Thế nhưng, viên kim cương ấy có hình dáng thế nào, được tạo tác ra sao thì lại chẳng mấy ai biết rõ. Mặc dù là ngôi cổ mộ cất giấu kho báu bạc tỷ, nhưng điều khiến hậu thế quan tâm về nơi an nghỉ Lý Liên Anh không chỉ là cổ vật mà lại là tung tích về thi thể của vị hoạn quan này.
Năm 1966, khi mở nắp quan tài chôn cất Lý Liên Anh, đội khảo cổ không khỏi hoảng hồn khi phát hiện phía bên trong không có thi thể mà chỉ có một xương sọ với phần xương gò má cao, hàm răng vẩu, bên ngoài còn bọc một lớp da. Vậy phần thân của Lý Liên Anh rốt cục được chôn cất tại nơi nào? Vì sao ngôi mộ đồ sộ đầy cổ vật kia lại chỉ là nơi chôn cất phần đầu của hoạn quan khét tiếng ấy? Đáp án cho những câu hỏi ấy vẫn đang chờ hậu thế giải đáp…